# Карпентария (графство)
Карпента́рия (англ. Shire of Carpentaria) — район местного самоуправления на северо-западе Квинсленда, Австралия.

## География
Карпентария находится на северо-западе штата Квинсленд. Территория района составляет 64 121 км2.

## Климат
Климат района — субэкваториальный. Среднегодовая температура составляет 27 °С. Самый теплый месяц — ноябрь при средней температуре 33 °С, а самый холодный июль — при средней температуре 23 °С. Среднее количество осадков составляет 999 миллиметров. Самый влажный месяц — март (298 миллиметров осадков), а самый сухой август (1 миллиметр осадков).

## Состав района
- Нормантон — административный центра района.
- Карумба
- Филдинг
- Хауитт
- Марами
- Саванна
- Стокс
- Ягуня
- Карпентария

## Население
В 2018 году население района составило 1 974 человека.
| 1879 | 1933 | 1947 | 1954 | 1961 | 1966  | 1971  | 1976  | 1981  | 1986  | 1991  | 1996  | 2001  | 2006  | 2018  |
| ---- | ---- | ---- | ---- | ---- | ----- | ----- | ----- | ----- | ----- | ----- | ----- | ----- | ----- | ----- |
| 396  | 696  | 610  | 566  | 834  | 1,031 | 2,558 | 2,809 | 3,273 | 3,287 | 3,807 | 2,790 | 3,178 | 3,149 | 1 974 |